# Revolut
Revolut és un banc digital i empresa multinacional de tecnologies financeres amb seu a Londres, que ofereix serveis bancaris per a clients particulars i empreses. Va ser fundat l'any 2015 per Nikolay Storonsky i Vlad Yatsenko. Ofereix productes que inclouen serveis bancaris, canvi de divises, targetes de dèbit i crèdit, targetes virtuals, Apple Pay, préstecs personals i BNPL, negociació d'accions, criptomonedes, metalls preciosos, recursos humans i altres serveis.

## Història
El Banc Central Europeu va concedir a l'empresa una llicència bancària completa el desembre de 2021. El novembre del 2020, amb una valoració de 4.200 milions de lliures, Revolut es va convertir en l'empresa fintech més valuosa del Regne Unit. Una ronda de finançament de 800 milions de dòlars el juliol de 2021 va portar la valoració de l'empresa a 33.000 milions de dòlars, seguida d'una venda secundària d'accions amb una valoració de 45.000 milions de dòlars el 2024, convertint-la en l'empresa emergent tecnològica més valuosa del Regne Unit en aquell moment. El 2023, els dipòsits dels clients a Revolut van assolir els 15.100 milions de lliures.
El març de 2019, Wired va publicar una investigació sobre les pràctiques laborals de l'empresa que documentava treball no remunerat, alta rotació de personal i la necessitat dels empleats de treballar els caps de setmana per a complir amb els indicadors clau de rendiment. El juny de 2020, Wired va publicar una altra investigació sobre l'acomiadament d'empleats de Revolut durant la pandèmia de COVID-19, en què els treballadors, especialment a Cracòvia, tenien l'opció de ser acomiadats per baix rendiment o signar un acord mutu per abandonar l'empresa voluntàriament, i que els empleats de Porto van ser pressionats perquè acceptessin un esquema de sacrifici salarial per a mantenir els seus llocs de treball. A juny de 2024, Revolut va duplicar la seva plantilla en dos anys, donant feina a més de 8.000 persones en més de 25 països.